# Vicente Antonio de Castro y Bermúdez
Vicente Antonio de Castro y Bermúdez (Sancti Spíritus, Las Villas, Capitanía General de Cuba, 24 de marzo de 1809 - La Habana, Capitanía General de Cuba, 12 de mayo de 1869) fue un prominente médico cubano del siglo XIX. Fue Gran Maestro de la masonería cubana.

## Orígenes y primeros años
Vicente Antonio de Castro y Bermúdez nació en la ciudad de Sancti Spíritus, Las Villas, Capitanía General de Cuba, el 24 de marzo de 1809.
Hijo del matrimonio compuesto por el trinitario José Fernando de Castro y la matancera María de la Concepción Bermúdez. De familia acomodada, el niño Vicente Antonio comenzó sus estudios en su ciudad natal. 
A los 13 años, en 1822, es enviado a La Habana, a continuar y profundizar sus estudios. Se graduó de Bachiller en Filosofía, en 1824, en la Universidad de La Habana, y de Bachiller en Medicina, en 1827. Fue alumno de José Antonio Saco. 
Tras graduarse, viajó algún tiempo por Europa. Al regresar, en 1829, se casó con su prima, la joven María Josefa Bermúdez y Pérez.

## Carrera médico-científica
De amplia cultura, Vicente Antonio poseía vastos conocimientos en matemáticas, botánica, filosofía, química y física. Sabía leer y escribir en latín, inglés y francés, además de su nativo español, por supuesto. En 1837, obtuvo su licenciatura en medicina y, poco después, el doctorado.[cita requerida]
Profesor de la Cátedra de Anatomía desde 1835, se le considera precursor de la patología, la clínica médica, la obstetricia, la fisiología, la anestesiología y la anatomía en Cuba. En la década de 1840, se dedicó a escribir en la revista científica que fundó, llamada Boletín Científico.[cita requerida]
El 11 de marzo de 1847, el doctor Castro se convirtió en el primer médico de Cuba y de América Latina que usó anestesia (éter etílico) en una cirugía. Esto sucedió apenas cinco meses después de haberse descubierto el uso de esta sustancia en Boston y pocas semanas después de comenzar a utilizarse en Europa.

## Periodismo y literatura
Publicó artículos sobre medicina. Fue colaborador de la “Revista de La Habana”. Escribió y publicó poemas. Además de “Boletín Científico”, también sacó a la luz “La Cartera Cubana” y “Sinopsis Médicas”.[cita requerida]

## Actividades políticas
Radicado en La Habana, pronto se involucra en actividades políticas. En 1842, junto a su hermano José Rafael de Castro y Bermúdez, casado con la mexicana María Antonia Marín Rodríguez de Velasco, sobrina de la "Güera" Rodríguez, heroína de la independencia de México, Felipe Poey, Antonio Bachiller y Morales y José de la Luz y Caballero, protestaron ante las autoridades coloniales españolas, por la expulsión de David Turnbull, comisionado británico, que abogaba por la abolición de la trata de esclavos y la esclavitud en Cuba.[cita requerida]
A inicios de la década de 1850, el doctor Castro se vio muy involucrado en las distintas conspiraciones separatistas que se entretejían en la isla. En 1853, su nombre se vio relacionado con la conspiración del catalán Ramón Pintó.[cita requerida]
Ante la posibilidad de ser enviado a prisión o ejecutado, prefirió renunciar a su cátedra en la Universidad de La Habana y exiliarse en los Estados Unidos. Fue condenado, en ausencia, a diez años de prisión, por un tribunal militar.[cita requerida]

## Exilio y masonería
Entre los años 1854 y 1862, alternó su residencia entre México y los Estados Unidos. Precisamente, mientras se encontraba en este último país, específicamente en la ciudad de Nueva Orleáns, en 1857, se inició en la masonería.[cita requerida]
En esos años, transitó por varias logias, hasta que, a comienzos de la década de 1860, solicitó permiso al Gran Comendador para regresar a Cuba a reorganizar la masonería de la isla. Amnistiado en 1861, retornó a Cuba, con el seudónimo masónico de Viriato de Covadonga.[cita requerida]
El 28 de marzo de 1862 fundó en La Habana, junto con sus antiguos amigos, el Gran Oriente de Cuba y las Antillas (GOCA), cuyo lema era: “Ciencia y Conciencia”. La cantidad de logias pronto alcanzó la cifra de 20, en las principales ciudades y villas del país.[cita requerida]
Pronto, muchos masones cubanos abandonaron sus logias originales para integrarse al GOCA. Igualmente, muchos jóvenes de la época, que nunca habían sido masones, comenzaron a sumarse. Las logias anteriores al surgimiento del GOCA y la Iglesia católica pronto comenzaron a criticar y atacar al GOCA, pero esto no impidió que siguiera creciendo y desarrollándose.[cita requerida]
En cuestión de muy pocos años, distintas generaciones de cubanos se unieron en las logias masónicas del GOCA y lo utilizaron para conspirar, amparados en las reuniones secretas masónicas. Todas estas conspiraciones vinculadas y secretas llevaron al estallido de la Guerra de los Diez Años (1868-1878), primera guerra por la independencia de Cuba, en la cual participaron y perecieron muchos de sus miembros.[cita requerida]

## Últimos años y muerte
Sin embargo, para 1868, ya el doctor Vicente Antonio de Castro se hallaba muy enfermo. Tanto, que no pudo participar activamente en las conspiraciones de este último período y, cuando la guerra finalmente estalló, el 10 de octubre de 1868, no pudo incorporarse. Falleció en La Habana, el 12 de mayo de 1869, con apenas 60 años de edad.